# Sciuromorpha
Los esciuromorfos (Sciuromorpha) son un suborden de mamíferos roedores que incluye, entre otras especies, los lirones, las ardillas, las marmotas y los perritos de las praderas.

## Taxonomía
El suborden de los esciuromorfos incluye 307 especies vivas en 61 géneros y tres familias; además, hay otras cuatro familias extintas:
- Familia Allomyidae †
- Familia Aplodontiidae
- Familia Gliridae
- Familia Mylagaulidae †
- Familia Reithroparamyidae †
- Familia Sciuridae
- Familia Theridomyidae †